# Lasius reginae
Lasius reginae là một loài kiến thuộc họ Formicidae. Đây là loài đặc hữu của Áo.